# Organizacja Komunistyczna 19 Maja
Organizacja Komunistyczna 19 Maja (ang. May 19th Communist Organization, M19CO) – amerykańska organizacja terrorystyczna.

## Nazwa
Data 19 maja znajdująca się w nazwie organizacji upamiętniała dzień urodzin Hồ Chí Minha i Malcolma X.

## Historia
Założona w 1978 roku przez byłych członków Weather Underground. Formacja miała na koncie zamachy bombowe, napady rabunkowe i zabójstwa.
W 1979 roku grupa przeprowadziła akcję uwolnienia bojowniczki Czarnej Armii Wyzwolenia Assaty Shakur z więzienia New Jersey State Prison. Jeszcze w tym samym roku bojówkarze zorganizowali ucieczkę terrorysty portorykańskich Sił Zbrojnych Wyzwolenia Narodowego Williama Moralesa ze szpitala w Bellevue (gdzie pod nadzorem policji przechodził rehabilitację).
W 1981 roku członkowie M19CO i Czarnej Armii Wyzwolenia napadli na ciężarówkę firmy Brink's. Napastnicy zabili jednego z ochroniarzy i zrabowali 1,6 miliona dolarów. W trakcie obławy terroryści wdali się w strzelaninę z policją. Zginęło w niej dwóch funkcjonariuszy. Czwórka terrorystów została ujęta, ośmiu pozostałym udało się zbiec.
7 listopada 1983 roku członkowie M19CO zdetonowali ładunek wybuchowy w pobliżu budynku Senatu Stanów Zjednoczonych.
23 lutego 1985 roku terroryści przeprowadzili zamach bombowy na budynek Policemen’s Benevolent Association w Nowym Jorku. Był to ostatni zamach zorganizowany przez M19CO. Grupa została rozbita przez służby do maja tego samego roku. Niemal wszyscy członkowie formacji zostali aresztowani. Federalne Biuro Śledcze odkryło też magazyny, gdzie formacja przechowywała ładunki wybuchowe. Jedynym członkiem M19CO, który nigdy nie został ujęty, jest Elizabeth Anna Duke.
Członkowie (m.in.): Alan Berkman, Elizabeth Duke, Michelle Miller, Sylvia Baraldini, Judy Clark i Eve Rosahn.

## Ideologia
Uważała się za obrońcę wszystkich grup uciśnionych w amerykańskim społeczeństwie.